# Tanzwut
I Tanzwut (letteralmente "mania del ballo") sono un gruppo musicale medieval rock tedesco, fondato da ex membri del gruppo medieval rock dei Corvus Corax. Sono noti per l'uso di strumenti insoliti per il genere metal, in particolare la cornamusa.

## Storia del gruppo
Il nome Tanzwut apparve per la prima volta nel 1996, in un singolo dei Corvus Corax, gruppo di musica medievale che in quel CD mischiava, però il suo tradizionale sound con elementi di musica rock/metal ed elettronica. Il successo ottenuto spinse la band a creare i Tanzwut come progetto parallelo e a pubblicare con questo nome un cd omonimo nel 1999.
molti si chiedono da dove proviene il nome Tanzwut? La spiegazione più plausibile che la band ha dato è che durante l’anno 1353, la peste mieteva vittime in tutta l’Europa, e molti credevano che la fine del mondo fosse ormai vicina. E fu allora che un gruppo di buffoni arrivò nelle città con cornamuse e tamburi incitando la gente a disfarsi dei propri averi terreni e ad esorcizzare la paura per l’imminente fine del mondo con la “furia del ballo” (in tedesco “Tanzwut”, appunto). In molti ne furono colpiti, danzando nelle strade fino a cadere a terra stremati.
Teufel (Diavolo) è con la sua testa calva e i ciuffi rossi pettinati come se fossero corna, l’elemento chiave della band. Contrariamente a quanto si potrebbe pensare Teufel non è l’incarnazione del Diavolo e il suo nome non ha niente a che vedere con il satanismo, quanto piuttosto con la leggenda, sempre di origine medievale, di “Lieben Augustin”, lo zampognaro viennese caduto in un pozzo dove erano state gettate le vittime della peste, nel tentativo di evitare il contagio. Il giorno successivo Augustin uscì dal pozzo come se niente fosse e senza essersi infettato; la gente lo vide e cominciò a gridare e a dire che il Diavolo stava resuscitando e fuggirono impauriti.
I Tanzwut sono diventati famosi anche grazie alle loro fulminanti esibizioni dal vivo, caratterizzate, oltre che dall’allestimento di stampo medievale del palco, anche dai loro singolari costumi (che disegnano loro stessi) – che nell’apparenza e nei materiali usati rappresentano al meglio questo particolare ibrido tra rock/metal, musica elettronica e medievale. La loro fama è cresciuta negli anni anche oltre i confini tedeschi, basti pensare che uno dei Paesi dove godono di maggior seguito e popolarità è il Messico.
Dopo l’uscita di “Schattenreiter” nel 2006 la band si prende una lunga pausa, segnata dall’abbandono di molti membri; tra questi Patrick Lange che inizia un progetto solista con il nome Ostfront, abbracciando il ricco filone della NDH (ma continuando anche progetti paralleli sempre nell’ambito della musica medievale).
Finalmente nel 2010 i Tanzwut danno nuovi segni di vita e, con una line-up totalmente rinnovata, ad eccezione del cantante Teufel (che a Settembre pubblica il suo primo album da solista, “Absinth”), annunciano l’uscita del nuovo album nel 2011.
Come promesso, nel 2011 i Tanzwut tornano sulle scene, prima con l’album acustico e quasi interamente strumentale “Morus et Diabolus”, poi con il nuovo disco “Weiße Nächte”.
Nel 2013 viene pubblicato un altro studio album, “Hollenfahrt” e la band inizia un nuovo tour in Austria e Germania.
Nel 2014 la band firma con la AFM Records e con questa etichetta pubblica i successivi album “Eselmesse” (2014), “Freitag der 13.” (2015) e “Schreib es mit blut” (2016).

## Formazione
- Teufel - voce e cornamusa
- Wim - basso, cornamusa e tromba marina
- Castus - ciaramella, cornamusa e tromba marina
- Patrick - chitarra, cornamusa e tromba marina
- Norri - percussioni, tastiera
- Hatz - percussioni, tastiera
- Ardor - ciaramella, cornamusa e tromba marina.

## Ex membri
- H. St. Brandanarius;
- Tec;
- Koll. A.;

## Stile
All’inizio della loro carriera i componenti stessi del gruppo non erano concordi sul loro genere musicale. Lo stesso cantante, Teufel, così definiva le sonorità della band: “Non è rock n’ roll, neanche techno, neanche metal, però nelle nostre canzoni c'è un non so che di folk, comunque nessuno sa quello che è il nostro genere. Possiamo dire solo che è Tanzwut.” Ma sembra che, negli ultimi anni, siano giunti alla conclusione di Industrial rock medievale in cui il suono duro ed elettronico richiama la musica Industrial, i riff pesanti di chitarra e il sottofondo di basso e batteria si fanno carico della parte Rock (e, occasionalmente, Metal), le cornamuse riportano alle sonorità del Medioevo.
I testi sono quasi esclusivamente in tedesco; tuttavia, nel primo album è presente la canzone “Auferstehung”, che contiene il testo - in Alto tedesco antico - del primo dei due “Incantesimi di Merseburgo”. Nel CD “Ihr wolltet Spass”, inoltre, sono presenti due canzoni in Latino: “Caupona”, il cui testo è estratto dai Carmina Burana (“Dum caupona verterem”, n.76); e “Fatue”, il cui testo è estratto dal carme n.219 “In orbem universum” (Carmina Burana) e dall’“Ordo virtutum” di Santa Ildegarda di Bingen. Infine, nell'album “Schattenreiter” lo stesso espediente è presente in “Toccata”, il cui testo è un estratto del carme n.202 “O potores exquisiti”.

## Discografia
Album in studio
- 1999 - Tanzwut
- 2000 - Labyrinth der Sinne
- 2004 - Ihr wolltet Spaß
- 2006 - Schattenreiter
- 2011 - Morus et Diabolus
- 2011 - Weiße Nächte
- 2013 - Höllenfahrt
- 2014 - Eselmesse
- 2015 - Freitag der 13
- 2016 - Schreib es mit Blut

Live
- 2004 - Live

Singoli
- 1999 - Augen zu
- 1999 - Weinst du? (feat. Umbra et Imago)
- 1999 - Verrückt
- 2000 - Tanzwut
- 2000 - Bitte, bitte
- 2001 - Götterfunken
- 2003 - Hymnus Cantica (feat. Corvus Corax)
- 2004 - Ihr wolltet Spaß
- 2006 - Immer noch wach (feat. Schandmaul)